# 8485 Satoru
8485 Satoru este un asteroid din centura principală de asteroizi.

## Descriere
8485 Satoru este un asteroid din centura principală de asteroizi. A fost descoperit pe 29 martie 1989 la Geisei de Tsutomu Seki. El prezintă o orbită caracterizată de o semiaxă mare de 2,75 ua, o excentricitate de 0,16 și o înclinație de 9,0° în raport cu ecliptica.